# Trieste – Friuli Venezia Giulia repülőtér
A Trieste – Friuli Venezia Giulia repülőtér (IATA: TRS, ICAO: LIPQ) Olaszország egyik nemzetközi repülőtere, amely Trieszt és Ronchi dei Legionari közelében található. Éves utasforgalma 698 613 fő (2022).
A repülőtér 1961-ben nyílt meg.

## Futópályák
A repülőtér futópályái:
- 09/27 (3000 m, 45 m, aszfalt)

## Megközelítése
A repülőtér megközelíthető vasúton a Velence–Trieszt-vasútvonalon. A repülőtér vasúti megállója a Stazione di Trieste Airport, mely 425 méternyi gyalogútra található a repülőtér termináljának bejáratától.

## Forgalom
Az utasforgalom az elmúlt években az alábbi módon változott:
| Utasok száma | 11 478 | 672 631 | 653 539 | 742 136 | 700 870 | 882 146 | 740 403 | 780 776 | 783 179 | 698 613 |
|              | 1999   | 2002    | 2004    | 2007    | 2009    | 2012    | 2014    | 2017    | 2019    | 2022    |